# A megtévesztésen túl
A megtévesztésen túl (eredeti cím: Misconduct) 2016-ban bemutatott amerikai thriller.
Simon Boyes és Adam Mason forgatókönyve alapján az elsőfilmes Shintaro Shimosawa rendezte. A főbb szerepekben Josh Duhamel, Alice Eve, Malin Åkerman, Byung-hun Lee, Julia Stiles, Glen Powell, Al Pacino és Anthony Hopkins látható (Hopkins és Pacino első alkalommal szerepelt együtt közös filmben). A film zenéjét Federico Jusid szerezte.
Az Amerikai Egyesült Államokban 2016. február 5-én, az Egyesült Királyságban 2016. június 3-án mutatták be.

## Cselekmény
Arthur Denning nagy befolyással rendelkező üzletember, egy világméretű gyógyszergyártó cég vezetője, akinek a keze messzire elér. Nem mindig a törvény által kijelölt ösvényen jár, és most úgy néz ki, hogy bajba került. A fiatal barátnője már nem bírja elviselni őt, ezért mindenáron szabadulni szeretne tőle. Felkeresi régi barátját, Ben Cahillt, a fiatal ügyvédpalántát, és felajánlja neki, hogy mindent elmond Denning piszkos ügyeiről. Ben megragadja az alkalmat, elvégre egy kezdő ügyvéd ritkán jut ilyen nagy lehetőség közelébe. Belemerül az ügybe, egyeztetésbe kezd a főnökével, Charles Abramsszel, aki szintén egy elismert figurája az üzleti életnek. Ben úgy érzi, simán megnyeri az ügyet, de minden a feje tetejére áll.

## Szereplők
| Színész         | Szerep           | Magyar hang      |
| --------------- | ---------------- | ---------------- |
| Josh Duhamel    | Ben Cahill       | Hujber Ferenc    |
| Alice Eve       | Charlotte Cahill | Peller Anna      |
| Malin Åkerman   | Emily Hynes      |                  |
| Al Pacino       | Charles Abrams   | Dörner György    |
| Anthony Hopkins | Arthur Denning   | Reviczky Gábor   |
| Julia Stiles    | Jane Clemente    | Mezei Kitty      |
| Byung-hun Lee   | Könyvelő         | Seszták Szabolcs |
| Glen Powell     | Doug Fields      | Horváth Illés    |